# Ptiloglossa matutina
Ptiloglossa matutina is een vliesvleugelig insect uit de familie Colletidae. De wetenschappelijke naam van de soort is voor het eerst geldig gepubliceerd in 1904 door Schrottky.